# Черда
Черда (итал. Cerda) је насеље у Италији у округу Палермо, региону Сицилија.
Према процени из 2011. у насељу је живело 5129 становника. Насеље се налази на надморској висини од 291 м.

## Становништво
Према резултатима пописа становништва 2011. у општини је живело 5.391 становника.
| 1931. | 1936. | 1951. | 1961. | 1971. | 1981. | 1991. | 2001. | 2011. |
| ----- | ----- | ----- | ----- | ----- | ----- | ----- | ----- | ----- |
| 5.064 | 5.479 | 5.886 | 5.706 | 5.235 | 5.357 | 5.431 | 5.377 | 5.391 |

## Партнерски градови
- Cerdà